# Експериментальний тримісний легкий бомбардувальник
Експериментальний тримісний легкий бомбардувальник (яп. 試製三座軽爆撃機, Шісей Сандза Кейбаку Ґекі кі) — прототип легкого бомбардувальника для Імперської армії Японії розроблений в Інженерному відділі Армії. В створенні дизайну допомагав німецький інженер Ріхард Фогт, який приїхав на запрошення компанії Kawasaki, тому його ще деколи називали «Kawasaki тримісний легкий бомбардувальник» (яп. 川崎型三座軽爆撃機).

## Історія
На початку 1925 року Імперська армія Японії надіслала пропозицію створити легкий бомбардувальник до найбільших компаній країни: Mitsubishi, Kawasaki і Nakajima. В той же час у відділі Авіації армії вже велись роботи над створенням легкого суцільнометалевого бомбардувальника. У відповідь на замовлення Mitsubishi запропонували дерев'яну модифікацію свого палубного бомбардувальника B1M, Kawasaki — модифіковану версію суцільнометалевого Dornier Do C, а Nakajima створений за ліцензією Breguet 19.
В період з березня до грудня 1927 року відділ забезпечення армії тісно співпрацював з німецьким інженером Ріхардом Фогтом, який прибув в Японію на запрошення Kawasaki для допомоги з розробкою іншого суцільнометалевого літака. Дизайн літака створювався Інженерним відділом армійської авіації, але фізично прототип створювали на Артилерійському арсеналі в Токіо. «Тримісний» був суцільнометалевим півторапланом з металевою обшивкою фюзеляжу, тканинною обшивкою крил і відкритою кабіною.
Хоча армійський дизайн суцільнометалевого півтораплану був більш перспективним ніж запропоновані компаніями варіанти, до жовтня 1926 року армійський прототип все ще не був завершений, тому армія прийняла пропозицію Mitsubishi бо він вже був перевірений на флоті. Два прототипи були готові тільки в 1927—1928 роках, і роботи продовжувались для можливого впровадження дизайну в наступні роки. Проте в 1929 році на наступному конкурсі для ролі нового стандартного легкого бомбардувальника був прийнятий Kawasaki Type 88, який вже був перевірений в розвідувальному варіанті. З цим рішенням роботу над «тримісним легким бомбардувальником» припинили.

## Тактико-технічні характеристики
Дані з Japanese Aircraft 1910—1941

### Технічні характеристики
- Екіпаж: 3 особи
- Довжина: 12,2 м
- Висота: 3,4 м
- Розмах крил: 15 м
- Маса пустого: 2221 кг
- Маса спорядженого: 3676 кг
- Двигун: 12-ти циліндровий V-подібний BMW VI водяного охолодження
- Потужність: 500—600 к. с.
- Гвинт: Дволопатевий дерев'яний гвинт Kawasaki
- Питома потужність: 6,13 кг/к.с.

### Льотні характеристики
- Максимальна швидкість: 200 км/год
- Тривалість польоту: 4,5 годин
- Максимальна висота: 6000 м

### Озброєння
- Стрілецьке:
  - 1 × 7,7-мм курсовий кулемет
  - 1 × 7,7-мм кулемет у верхній турелі
- Бомбове:
  - 500 кг бомб